# Nasr ibn Sayar
Naṣr ibn Sayār al-Lāyzí al-Kināni (en árabe: نصر بن سيار الليثي الكناني‎; 663-748) fue un general omeya, el último gobernador del Jorasán en tiempos de esta dinastía califal, entre el 738 y el 748. Desempeñó un papel destacado en las guerras contra los turgueses, aunque no pudo aplastar la rebelión de al-Jariz ibn Suraich cuando estalló. A pesar de que era un soldado y un estadista respetado, debió su nombramiento como gobernador principalmente a su origen tribal, y dependió en todo momento del favor del califa. Su gobierno fue eficaz: llevó a cabo una reforma impositiva que redujo las tensiones sociales y reforzó el dominio omeya de la Transoxiana, que se había debilitado notablemente durante el período de incursiones de los turgués. Sus últimos años se dedicó esencialmente a lidiar con rivalidades intertribales y revueltas mientras el califato se sumía en la guerra civil. En el 746, Ibn Suraich y Yuday al-Kirmani le arrebataron la capital provincial, pero la recobró cuando los dos se enemistaron y Ibn Suraich murió. Ocupado en este conflicto, no pudo evitar el estallido y extensión de la revuelta abasí, cuyo dirigente, Abu Muslim, aprovechó la situación de crisis. Huyó a Irán perseguido por las fuerzas abasíes en el 748 tras perder el control de su provincia. Falleció en Irán el 9 de diciembre de 748.

## Comienzos

La expansión del califato musulmán hasta el 750. La provincia en la que Nasr desempeñó la mayor parte de su carrera, el Jorasán, era la más nororiental del imperio árabe.
Estado musulmán a la muerte de Mahoma
Expansión durante el Califato ortodoxo
Expansión durante el Califato omeya
Imperio bizantino

Nasr era un jefe militar con amplia experiencia en el Jorasán. En el 705 había participado en una campaña a lo largo del curso superior del Oxus que había mandado Salih, hermano de Qutayba ibn Muslim, el general a quien se había encomendado el sometimiento de la Transoxiana. A Nasr le concedieron un pueblo de la región como premio por sus servicios en la campaña. A pesar de los éxitos de Qutayba, los árabes no dominaban de manera efectiva gran parte del Asia Central al este del Oxus; habían dejado guarniciones en algunas plazas como Samarcanda, Balj o Bujará, pero el poder califal dependía fundamentalmente de los acuerdos con la miríada de señores regionales, tributarios del califa. Además,los choques con los turgueses, apoyados por China, la política ambigua sobre la conversión de la población nativa (la conversión de la mayoría de la población hubiese menoscabado los ingresos por impuestos a infieles y con ello el tributo que recibía el Gobierno califal) y las crecientes riñas entre las tribus árabes socavaron el poder omeya en región y requirieron el aumento de la actividad militar.
En el 724, Nasr acaudilló un ejército mudarí contra Balj, donde las levantiscas tropas yemeníes se negaban a participar en la expedición contra Ferganá que acabó en el desastroso «Día de la Sed». Sus huestes, reforzadas por un contingente del vasallo principado  heftalita de Chaghaniyan, vencieron a los yemeníes en Baruqan. Esto originó resentimiento hacia su persona entre los yemeníes, en especial entre los asentados en los alrededores de Balj; en consecuencia, durante el gobierno del yemení Asad ibn Abdallah al-Qasri, tanto Nar como otros notables mudaríes cayeron en desgracia y sufrieron vejaciones.
Nasr fue uno de los pocos dirigentes musulmanes que se distinguió en la desastrosa batalla del Desfiladero de julio del 731. En el 734, fue nombrado gobernador de Balj, tras detener al anterior. Afrontó la rebelión de las huestes jorasaníes de al-Jariz ibn Suraich, que exigía reformas impositivas y el final de la discriminación de los conversos indígenas (maulas). Ibn Suraich marchó contra Balj y tomó la ciudad con cuatro mil hombres, pese a que Nasr contaba con diez mil. Las fuentes no aclaran si los rebeldes le arrebataron la ciudad a Nasr por la fuerza, o si la ocuparon en su ausencia y luego evitaron que la recobrase. Sea como fuere, Nasr y su ejército se abstuvieron de participar en los combates contra los rebeldes y no colaboraron con las fuerzas de la capital provincial, Merv, cuando los rebeldes la acometieron; su actitud animó a otras tribus de la región a unirse al alzamiento. Finalmente Yuday al-Kirmani derrotó a los rebeldes y Ibn Suraich huyó allende el Oxus para buscar el amparo de los turgueses.

## Nombramiento de gobernador de Jorasán

Mapa de Jorasán y Transoxiana en el siglo.

En julio del 738, cuando contaba setenta y cuatro años de edad, nombraron a Nasr gobernador de Jorasán. Pese a su edad provecta, era muy respetado por su historial militar, el conocimiento que tenía de los asuntos de la región y su capacidad como estadista. Julius Wellhausen escribió de él: «La edad no afectó a la vivacidad de su mente, como atestiguan sus acciones y los versos en que expresó sus sentimientos hasta el final de sus días». Aun así, dada la situación del momento, el nombramiento se debió más a su origen tribal que a sus cualidades calidades personales.
Desde el comienzo de la conquista musulmana, los ejércitos árabes estaban encuadrados en regimientos formados por las distintas tribus o confederaciones tribales (butun o ‘asha‘ir). A pesar de que muchas de estas agrupaciones eran recientes, creadas por razones de eficacia militar más que por descender de un antepasado común, pronto se afianzaron y desarrollaron una identidad propia. Finalmente, a comienzos del periodo omeya, la situación evolucionó: surgieron grupos aún mayores que terminaron por formar dos grandes comunidades: la de los mudaríes árabes del norte o Qais, y la de los árabes del sur o yemeníes (Yaman), dominados por las tribus Azd y Rabi'ah. En el siglo VIII, esta división se había extendido por todo el califato y era una fuente constante de inestabilidad, puesto que los dos grupos formaban en esencia dos partidos políticos rivales que se disputaban el poder y se odiaban mutuamente. Durante el reinado de Hisham ibn Abd al-Málik, el Gobierno omeya entregó el gobierno del Jorasán a mudaríes, excepto durante el periodo 735-738, en que lo ostentó Asad ibn Abdallah al-Qasri. Nasr obtuvo el puesto cuatro meses después de la muerte de Asad. En el ínterin, las fuentes no se ponen de acuerdo sobre quién administró la provincia: según unas fue el general sirio Ja'far ibn Hanzala al-Bahrani; según otras, el lugarteniente de Asad Yuday al-Kirmani. Sí concuerdan en que por entonces el hombre más importante de la región era al-Kirmani y que como tal hubiese sido el candidato ideal para el cargo de gobernador. Su origen yemení (era el jefe de los Azd en Jorasán), no obstante, hizo que el califa escogiese a otro.
A diferencia de al-Bahrani, Nasr era un mudarí y estaba casado a una tamimí. Era, por tanto, aceptable para los abundantes mudaríes del ejército jorasaní, más numerosos que los yemeníes. Además, como oriundo de la región, podría lidiar con el descontento de los árabes jorasaníes con el Gobierno omeya, al que consideraban demasiado dedicado a los asuntos levantinos. La falta de relumbre de la ascendencia de Nasr —provenía de una familia plebeya de la tribu Laíz de Kinana— también convenía a los designios del califa, ya que privaba al nuevo gobernador de influencia propia en la provincia: su autoridad dependería del soberano. De hecho, muchos árabes no aceptaron el nombramiento de Nasr: aparte de los yemeníes, que respaldaron a al-Kirmani y se enojaron porque los mudaríes recuperasen el poder en la provincia, los qaisíes de la comarca de Nishapur rehusaron apoyarlo; incluso el contingente sirio se concertó con sus adversarios. En consecuencia, Nasr dependió fundamentalmente de la poderosa tribu Tamim a la que pertenecía su esposa, asentada en torno a Merv. Mientras contó con el decidido respaldo del gobierno central damasceno y este conservó su fuerza, Nasr pudo frustrar las maquinaciones de sus enemigos; el problema surgió con la muerte del califa Hisham en el 743, que marcó el fin del apoyo gubernamental. Pese a esto Nasr logró conservar el gobierno provincial diez años más, aun cuando el califato se sumió en la crisis a partir del fallecimiento de Hisham. Cuando Yazid III se hizo con el poder a comienzos del 744, destituyó a Nasr. Este rechazó la destitución y se mantuvo al frente de la provincia; finalmente, el nuevo califa le confirmó en el cargo pocos meses después. Marwan II obtuvo el trono en diciembre del 744 y lo confirmó en su puesto de gobernador.

## Reformas y campañas
El gobierno de Nasr dio estabilidad y prosperidad a la provincia; en palabras del historiador de siglo IX al-Mada'ini: «Jorasán progresó como nunca lo había hecho». Sus principales logros fueron la reforma del sistema tributario y el restablecimiento de la autoridad omeya en la Transoxiana.
El sistema impositivo jorasaní provenía de tiempos de la conquista musulmana y no había sufrido cambios. Dependía de la recaudación de un tributo fijo que pagaban los notables no musulmanes (mayoritariamente zoroástricos), los dihqan, que tendían a discriminar al resto de población, tanto a los colonos musulmanes como a los aborígenes menos privilegiados. Esto fomentaba el resentimiento de la población en general con el gobierno omeya; la exigencia de reformas tributarias había suscitado rebeliones como la de Ibn Suraich. Por tanto, Nasr decidió reformar el sistema tributario en el 739: impuso una contribución general (el jarach) a todos los terratenientes agrícolas y obligó a los no musulmanes a pagar además la yizia. Eso hizo, según los cronistas, que treinta mil musulmanes dejaran de pagar la yizia y ochenta mil no musulmanes comenzasen a hacerlo. También se preocupó de que el cobro del jarach respetase los acuerdos con los señores de la región, lo que hizo que la carga impositiva fuese en general menos onerosa. Tradicionalmente se ha creído que la reforma favoreció el sometimiento de la población en general y de los notables al gobierno, pero algunos historiadores modernos afirman por el contrario que no redujo significativamente la hostilidad a la autoridad omeya. Nasr también devolvió la capital provincial de Balj, donde la había fijado Asad, a Merv. Además, por primera vez en la historia de la provincia, nombró subgobernadores. Los escogió de entre sus aliados y partidarios; usó el cargo para premiarlos y para estrechar el control de la provincia.
Nasr cruzó el Oxus aprovechando la desintegración del kanato turgués tras el asesinato del gran kan Suluk. Su primera campaña se verificó apenas asumido el cargo, en la comarca de Chaghaniyan; en la segunda, en el 740, recuperó fácilmente amplios territorios en Sogdiana, incluida Samarcanda. Seguidamente emprendió una expedición contra al-Shash, con el objetivo de recobrar todas las tierras que antaño había conquistado Qutayba ibn Muslim y frenar las correrías del rebelde Ibn Suraich, que se había refugiado en la ciudad. El principado de Usrushana se sometió pacíficamente, pero, cuando el ejército musulmán alcanzó el Jaxartes, se encontró con un ejército de quince mil soldados, compuesto por las fuerzas de al-Shash, las de Ibn Suraich y algunos turgueses; estos, según la tradición musulmana, venían acaudillados por el asesino de Suluk, Kursul, que se había hecho con el poder. Según la tradición árabe, Nasr ahuyentó a los turgueses, venció a uno de sus grupos y mató a su jefe, pero no pudo conquistar al-Shash; tuvo que contentarse con pactar con su señor y conseguir que este expulsase a Ibn Suraich, que pasó a Farab, donde continuó con sus actividades contra los omeyas. Nasr también abordó dos expediciones contra Ferganá, en las cuales taló la región e hizo abundantes cautivos. Parece, sin embargo, que la reconquista musulmana no sometió el territorio más allá de los alrededores de Samarcanda, y que los principados más alejados se limitaban a pagar ocasionalmente algún tributo.
En apariencia, no obstante, la autoridad omeya en el Jorasán parecía más fuerte que nunca en el 743. La realidad era otra: existían tensiones y recelos entre los soldados árabes jorasaníes (muqatila) y los veinte mil levantinos llegados a la provincia para reforzarla tras el descalabro en la batalla del Desfiladero del 731. Estos se sumaban al antagonismo tribal, que no cesó: los yemeníes seguían opuestos a Nasr y la hostilidad al régimen levantino de los omeyas era amplia, avivada por las injusticias tributarias. A pesar de que Nasr intentó remediar la situación, era ya demasiado tarde.
Además, Jorasán era un centro importante de los primeros chiitas, en especial de los hashimiya, una secta kaysanita que se había extendido en la provincia y a la que se habían unido singularmente los maulas. En 742-743, Nasr aplastó una revuelta acaudillada por Yahya, hijo de Zayd ibn Alí y dirigente de los hashimiya del Jorasán. Yahya fue apresado y ajusticiado; el vacío de poder que esto creó facilitó que la familia abasí se hiciese con la dirección del movimiento en la provincia. El respecto e incluso afecto (según Gibb) que la población de Transoxiana tenía por Nasr hizo que en esta, a diferencia de lo que había sucedido en Jorasán, las ciudades rehusaran acoger a los misioneros hashimíes y que se mantuviese leal a él incluso luego, durante la revuelta abasí.

## Guerras civiles y revolución abasí
En 743, después de la muerte del califa Hisham, Walid II confirmó a Nasr en su puesto, pero el influyente gobernador de Irak, Yusuf ibn Umar al-Thaqafi, adversario de este, trató de atraerlo a su provincia. Nasr retrasó la partida y trató de ganar tiempo; el asesinato de Walid en abril del 744 hizo que no tuviese que abandonar Jorasán. El sucesor de Walid, Yazid III, intentó entregar el poder a la tribu yemení de los Banu Kalb. Esto minó la posición de Nasr, al que los yemeníes esperaban poder sustituir por su caudillo regional, Yuday al-Kirmani. Yazid nombró a su favorito, el kalbí Mansur ibn Jumhur, gobernador de Irak, y este a su vez entregó el gobierno de Jorasán a su hermano. Nasr se negó a entregar la provincia y volvió a lograr conservarla: Mansur perdió el favor del califa y perdió su puesto a los dos meses de haberlo obtenido. Siguió, empero, la agitación de los yemeníes: corrió el rumor de que Nasr había interceptado la carta de nombramiento de al-Kirmani como gobernador y hubo una disputa por el pago de las soldadas a los muqatila. Nasr trató de reforzar su posición privando a al-Kirmani de la jefatura de los Azd y atrayéndose a los notables Azd y Rabi'ah. Esto desencadenó un levantamiento de estas tribus al mando de al-Kirmani. El antagonismo intertribal, característico de la última etapa del gobierno omeya, quedó patente en el motivo que los rebeldes dieron al alzamiento: la venganza de los muhallábidas, una familia de los Azd que había sido purgada por el califa tras haberse rebelado en el 720, y que se había convertido en símbolo del resentimiento yemení hacia los omeyas y su régimen, dominado por los árabes septentrionales.
El 13 de julio de 744, Nasr apresó a al-Kirmani. Al cabo de un mes, este escapó; a su rebelión se unieron tanto los soldados de la tribu Azd como numerosos colonos árabes de la comarca de Merv. Se firmó una inestable tregua, pero las negociaciones que la siguieron fracasaron; cuando Yazid confirmó a Nasr como gobernador, al-Kirmani y los yemeníes —en realidad, entre los partidarios de al-Kirmani no solo estaban estos, sino también otras tribus, la mayoría de los sirios e incluso algunos mudaríes, pero las fuentes los designan en conjunto como yamaniyya— volvieron a tomar las armas. Nasr, por su parte, intentó atraerse a al-Jariz ibn Suraich, antiguo adversario de al-Kirmani que contaba con bastante apoyo entre algunas tribus árabes, especialmente entre la de los tamimíes, a la que pertenecía. Los habitantes de Merv recibieron alborozados a Ibn Suraich en julio del 745. Este rechazó la propuesta de colaboración que le hizo Nasr, marchó al campo y se rebeló también. Pudo explotar la hostilidad de los mudaríes y de los propios seguidores de Nasr hacia Marwan II, aunque este lo había reconocido como califa legítimo a cambio de conservar el gobierno provincial. Ibn Suraich pronto reunió un ejército de más de tres mil hombres, aprovechando el rechazo al califa.
En marzo del 746, Ibn Suraich atacó Merv, pero tuvo que retirarse tras sufrir copiosas pérdidas; a continuación pactó con al-Kirmani —de cuyas actividades nada se sabe tras su fuga del 744—. Como Marwan II seguía tratando de consolidar su poder en el Levante y Mesopotamia, Nasr no podía esperar refuerzos del Gobierno central; los ejércitos aliados de Ibn Suraich y al-Kirmani lo expulsaron de Merv hacia finales del año. Nasr se replegó a Nishapur, pero a los pocos días al-Kirmani y Ibn Suraich se enemistaron y se enfrentaron; Ibn Suraich falleció. Al-Kirmani derruyó entonces el barrio tamimí de la ciudad, un acto inaudito, puesto que la cultura árabe consideraba que la guerra debía respetar las moradas. Esto hizo que las tribus mudaríes, que hasta entonces habían mantenido una actitud tibia hacia Nasr, se pasen a sus filas. Respaldado por ellas, especialmente por los qaisíes asentados en torno a Nishapur, Nasr se decidió a recuperar la capital provincial. Durante el verano del 747, los ejércitos de Nasr y de al-Kirmani se confrontaron ante las murallas de Merv; ocupaban dos campamentos fortificados y disputaron diversas escaramuzas a lo largo de varios meses. La lucha cesó únicamente cuando llegó la noticia del alzamiento hashimí de Abu Muslim.
Los dos bandos entablaron negociaciones, que estuvieron a pique de romperse cuando un miembro del séquito de Nasr, un amargado hijo de Ibn Suraich, asesinó a al-Kirmani. Los más moderados lo evitaron y permitieron que se alcanzase un acuerdo y que Nasr volviese a Merv. Las tensiones, empero, persistieron y pronto Abu Muslim convenció al hijo y sucesor de al-Kirmani, Alí, de que Nasr había estado implicado en el asesinato de su padre. En consecuencia, tanto Alí al-Kirmani como Nasr solicitaron la colaboración de Abu Muslim contra el otro; el rebelde obtuvo así la llave del poder regional. Finalmente optó por respaldar a al-Kirmani. El 14 de febrero del 748, el ejército hashimí ocupó Merv, y Nasr tuvo que huir nuevamente. Perseguido por los hashimíes de Qahtaba ibn Shabib al-Ta'i, Nasr hubo de abandonar también Nishapur tras la derrota de su hijo Tamim en Tus; se replegó a la región de Qumis, en las fronteras occidentales de Jorasán. Llegaron entonces los ansiados refuerzos enviados por el califa, pero su general y Nasr no se coordinaron, por lo que Qahtaba pudo batir separadamente al ejército califal en Rayy y matar a su jefe. Esto hizo que Nasr tuviese que abandonar Qumis y huir hacia Hamadán. Cayó enfermó y murió de camino, en la ciudad de Sawa, el 9 de diciembre, a la edad de ochenta y cinco años.
Su nieto Rafi ibn al-Laíz encabezó una gran rebelión contra el mal gobierno del gobernador abasí Alí ibn Isa ibn Mahan en 807-810, que se extendió por Jorasán y Transoxiana.